# Melanophthalma sagitta
Melanophthalma sagitta es una especie de coleóptero de la familia Latridiidae.

## Distribución geográfica
Habita en Sierra Leona.